# فرودگاه تاگدن
فرودگاه تاگدن  (به انگلیسی: Tugdan Airport) (به زبان بومی: Paliparan ng Tugdan) یک فرودگاه همگانی با کد یاتا TBH است که یک باند فرود بتن دارد و طول باند آن ۱۳۹۰ متر است. این فرودگاه در کشور فیلیپین قرار دارد و در ارتفاع ۳ متری از سطح دریا واقع شده است.